# 寿操院
寿操院（じゅそういん、1836年8月6日（天保7年6月24日） - 1885年（明治18年）4月12日）は、江戸時代後期の女性。広島藩第10代藩主・浅野慶熾の正室。父は徳川斉荘。養父は徳川斉彊。別名は利姫。

## 生涯
尾張徳川家12代当主の徳川斉荘の次女として江戸に生まれる。母は善行院（お八百・宮田氏）。10歳のときに父・斉荘が死去したため、跡目を継ぐために養子に入った徳川慶臧と婚約する。しかし14歳のときに、夫となるはずだった慶臧が死去してしまい、広島藩主・浅野家の嫡男で、利姫と同い年の浅野慶熾に嫁いだ。1858年（安政5年）、慶熾は広島藩主に就任するが、わずか半年で急死。
1885年（明治18年）、死去。